# Весёлое (Запорожский район)
Весёлое (укр. Веселе) — село,
Веселовский сельский совет,
Запорожский район,
Запорожская область,
Украина.
Код КОАТУУ — 2322181301. Население по переписи 2024 года составляло 400 человек.
Является административным центром Веселовского сельского совета, в который, кроме того, входят сёла
Зоряное,
Надия,
Нововознесенка,
Новоднепровка,
Петропавловка,
Петрополь и
Червоный Яр.

## Географическое положение
Село Весёлое находится на одном из истоков реки Томаковка,
на расстоянии в 1 км от сёл Зоряное, Петрополь и Лукашёво.
Река в этом месте пересыхает, на ней сделано несколько запруд.

## История
- 1861 год — дата основания.